# Wilhelm Zeno Diemer
Wilhelm Zeno Diemer (* 16. Dezember 1902 in München; † 7. Juni 1978 in Stuttgart) war ein deutscher Schauspieler und Theaterregisseur.

## Leben und Wirken
Diemer machte 1923 Abitur am Wilhelmsgymnasium München und erhielt bereits zu Beginn der 1920er Jahre Schauspielunterricht bei Hofschauspieler Richard Stury. Anschließend gab der gebürtige Münchner seinen schauspielerischen Einstand an einer Wanderbühne. Es folgten ab 1923 Engagements an Theater in Regensburg (Einstand mit dem Hortensio in Shakespeares Der Widerspenstigen Zähmung), Stralsund, München (wo er an der Bayerischen Landesbühne, der er von 1925 bis 1935 angehörte, auch Regie geführt hatte), Coburg, Olmütz, Straubing, Passau, Wuppertal, Münster und ab 1954 Tübingen (Landestheater). Danach war Diemer freischaffend tätig.
Seine bekanntesten Theaterhauptrollen waren der Hamlet, der Faust, der Romeo (aus Romeo und Julia), der Othello und der Fuhrmann Henschel im gleichnamigen Hauptmann-Stück, sowie der Doolittle in George Bernard Shaws Pygmalion. Erst sehr spät, mit 60 Jahren, trat Wilhelm Zeno Diemer vor die Kamera und erhielt vor allem Episodenrollen in Serien, darunter zahlreiche Krimis. Zuletzt (1976) sah man ihn in zwei Tatort-Folgen.
Diemer war ein Sohn des deutschen Malers Michael Zeno Diemer (1867–1939) und von Hermine Diemer (geb. von Hillern), einer seiner Brüder war der Pilot Franz Zeno Diemer (1889–1954).

## Filmografie
- 1958: Ich war ihm hörig
- 1963: Antonius und Cleopatra
- 1963–1967: Die fünfte Kolonne (TV-Serie, drei Folgen)
- 1966: Zehn Prozent
- 1967: Das Kriminalmuseum (TV-Serie, eine Folge)
- 1968: Der Staudamm
- 1968: Bel Ami
- 1968: Der deutsche Meister
- 1968: Die seltsamen Methoden des Franz Josef Wanninger (TV-Serie, eine Folge)
- 1969: Alte Kameraden
- 1969: Rebellion der Verlorenen
- 1969–1971: Königlich Bayerisches Amtsgericht (TV-Serie, zwei Folgen)
- 1970: Die seltsamen Methoden des Franz Josef Wanninger (TV-Serie, eine Folge)
- 1971: Das provisorische Leben
- 1971: Die Abenteuer des Monsieur Vidocq (Les Nouvelles Aventures de Vidocq, Fernsehserie, eine Folge)
- 1972: Der Kommissar (TV-Serie, eine Folge)
- 1973: Tatort: Tote brauchen keine Wohnung
- 1975: Tatort: Augenzeuge
- 1976: Inspektion Lauenstadt: Erben
- 1976: Tatort: Abendstern